# Radio Canada International
Pour les articles homonymes, voir Radio-Canada (homonymie) et RCI.
Radio Canada International (RCI) est le service radiophonique international de la Société Radio-Canada.

## Histoire

### 1942-1953: les premières années

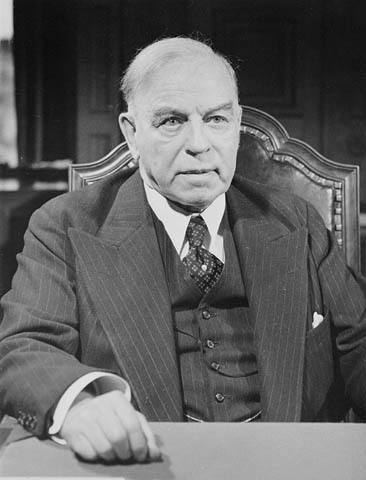
William MacKenzie King

L’idée de créer un service international de radio au Canada est proposé dans les années 1930. Plusieurs études commandées par le Bureau du Gouverneur de la C.B.C. durant les années 1930 ont conclu que le Canada avait besoin d’une radio diffusant son point de vue dans le monde.
Au début des années 1940 ce besoin est également reconnu par le Parlement. C’est en 1942 que le premier ministre canadien William Lyon Mackenzie King annonce que son pays lancera une radio sur ondes courtes qui permettra aux troupes canadiennes de rester en contact avec leur pays à travers des programmes d’information et de divertissement. 
Le Service international de Radio-Canada devient réalité avec la signature d’un ordre en conseil du 18 septembre 1942.
Les tests de transmission commencent le 25 décembre 1944 au profit des troupes canadiennes installées en Europe, en anglais et en français. Les programmes sont lancés le 25 février 1945.
En 1946 le Service international de Radio-Canada lance des émissions en tchèque et en néerlandais et en novembre de la même année, une diffusion quotidienne en anglais à destination des Caraïbes est lancée. Le dimanche soir sont diffusés des programmes en espagnol pour Cuba, la Colombie, le Pérou et l’Équateur et en portugais pour le Brésil.
Les transmissions quotidiennes en espagnol et en portugais commencent le 6 juillet 1947. Au même moment les Nations unies diffusent des programmes via le Service international de Radio-Canada jusqu’au 29 novembre 1952, puis sont transférés vers Voice of America.

### 1950-1967: RCI dans l'après-guerre
Durant ses premières années d’existence le Service international de Radio-Canada se concentre sur la diffusion vers l’Europe occidentale, conséquence de la Seconde Guerre mondiale.
Au début des années 1950 plusieurs stations internationales en ondes courtes commencent à émettre en direction des pays du bloc soviétique. Ainsi le Service international diffuse en russe à partir des années 1950. Le 4 mars 1961 les services en danois, néerlandais, italien, norvégien et suédois sont interrompus. Enfin, le service germanophone, originellement destiné à l’Allemagne de l’Ouest, est réorienté vers l’Allemagne de l’Est.
Des programmes en français et en anglais dirigés vers l’Afrique sont ajoutés donnant au Service international une couverture quasi-mondiale, l’Asie étant oubliée.

### 1967-1991: RCI pendant la Guerre froide
Le Service international de Radio-Canada joue un rôle majeur dans la couverture des célébrations du centenaire de l’existence du Canada le 1er juillet 1967.
En juillet 1970 le service est renommé Radio Canada International car il semblait nécessaire qu’il acquière une identité propre, distincte du réseau national de Radio-Canada, bien qu’il y soit pleinement intégré. 
Le 7 novembre 1971, RCI inaugure son nouvel émetteur de 250 kW qui est cinq fois plus puissant que ceux existants, ce qui améliore la qualité du signal en Europe et en Afrique.
En 1971, le Canada reconnaît l’existence de la Chine communiste et lance ses programmes en mandarin en 1988, avec une audience estimée à 20 millions d’auditeurs.
Peu après, RCI lance une série de programmes en arabe au moment de la Guerre du golfe.

### 1991-2006: RCI menacé
En 1991, face au déficit budgétaire, le gouvernement canadien opère des coupes budgétaires. Chaque ministère et chaque société d'État doit faire un effort.
Après avoir évalué son budget, Radio-Canada décide qu’elle ne peut plus financer Radio Canada International sans fonds venant du gouvernement fédéral. Pour sauver le service, le directeur Allan Familiant annonce une réorganisation majeure qui prend effet le 25 mars 1991. Six des treize langues voient cesser leur diffusion : le tchèque, l’allemand, le hongrois, la japonais, la polonais et le portugais. Si les services en anglais et en français perdurent, les programmes produits par RCI sont supprimés, sauf les nouvelles, et sont remplacés par ceux de Radio-Canada. Depuis les programmes spécifiques en français et en anglais ont été réintroduits, mais la situation demeure incertaine.
Cette réorganisation s'accompagne de la suppression de 90 postes au bureau montréalais de Radio-Canada International. Le service devait initialement être complètement suspendu le 31 mars 1991 mais Brian Mulroney, premier ministre du Canada à l'époque, déclare dans un discours vouloir sauver Radio-Canada International comme diffuseur de la voix du Canada à travers le monde. À cet effet le gouvernement fédéral, à travers le ministère des Affaires extérieures, décide finalement d'accorder à RCI une subvention annuelle de 13,5 millions de dollars pour maintenir une partie de ses services.

### 2006-2021: RCI Viva
Radio Canada International a annoncé en 2006 une réorganisation de ses programmes effective le 30 octobre 2006
Depuis le 30 octobre 2006, les programmes de Radio Canada International se focalisent sur l’information pour les nouveaux immigrants tout en continuant de diffuser pour le reste du monde. La station a également porté à 12 heures par semaine la durée de ses retransmissions, qui sont audibles par satellite ou internet. Un nouveau service Internet est lancé : RCI Viva, qui doit être un portail en ligne pour les nouveaux immigrants. Le nouveau programme en anglais s’appelle The Link et remplace Canada Today, Media Zone, Sci-Tech File et Business Sense. En français Tam-Tam Canada remplace Le Canada en direct, Émergence et Science Tech. Les programmes en d’autres langues n’ont pas été changés.

### Depuis 2021: nouveau modèle éditorial
En décembre 2020, la direction de la Société Radio-Canada annonce une refonte du modèle éditorial de RCI à partir d'avril 2021 qui prévoit:
- Un plus grand nombre de langues offertes (7 contre 5 avec l'ajout du pendjabi et du tagalog) ;
- Une meilleure intégrations aux sites internet Radio-Canada.ca et cbcnews.ca et à leurs applications mobiles ;
- La poursuite du repositionnement stratégique engagé en 2006 de viser les nouveaux arrivants au Canada.

Le nouveau modèle éditorial entraîne l'abolition de 16 postes à la Maison de Radio-Canada à Montréal, ce qui porte l'effectif total de RCI à 9 personnes dont 5 journalistes. Les syndicats de Radio-Canada dénoncent les coupures opérées et l'abandon de la fonction internationale de RCI. 

## Identité corporative

### Logotype

Logo de RCI jusqu'en avril 2021[7].
Logo de RCI depuis 2021[7].

## Structure de diffusion
De 2000 à 2004 :
- RCI-1 : anglais/français;
- RCI-2 : français/multilingue.

Aujourd’hui :
- RCI-1: anglais;
- RCI-2: français;
- RCI-3 : multilingue.

## Histoire des services de RCI en langues étrangères
| Langue          | Date de début            | Date de fin     |
| --------------- | ------------------------ | --------------- |
| Arabe           | 2000                     |                 |
| Mandarin        | 1988                     |                 |
| Tchèque         | 1946 (voir « Slovaque ») | 25 mars 1991    |
| Danois          | 1946                     | 4 mars 1961     |
| Néerlandais     | 1946                     | 4 mars 1961     |
| Anglais         | 25 décembre 1944         |                 |
| Finnois         | Décembre 1950            | 29 janvier 1955 |
| Français        | 25 décembre 1944         |                 |
| Créole français | 1993                     | 1994            |
| Allemand        | 1946                     | 25 mars 1991    |
| Néerlandais     | 1er mai 1945             |                 |
| Hongrois        | Janvier 1951             | 25 mars 1991    |
| Japonais        | 1988                     | 25 mars 1991    |
| Italien         | Janvier 1949             | 4 mars 1961     |
| Norvégien       | 1947                     | 4 mars 1961     |
| Polonais        | Janvier 1951             | 25 mars 1991    |
| Portugais       | 6 juillet 1947           | 25 mars 1991    |
| Portugais       | 2004 (réouverture)       | 24 juin 2012    |
| Russe           | Janvier 1951             | 24 juin 2012    |
| Slovaque        | Janvier 1951             | 25 mars 1991    |
| Espagnol        | 6 juillet 1947           |                 |
| Suédois         | 1946                     | 4 mars 1961     |
| Ukrainien       | Septembre 1952           | 2009            |

## Stations

### Signal d’intervalle
Le signal d’intervalle de RCI est constitué des quatre premières notes du Ô Canada, jouées au piano, suivies par la mention « Radio Canada International » prononcée en anglais puis en français. Jusqu’à la fin des années 1980 deux signaux étaient utilisés. L’un était joué au piano, l’autre était le Ô Canada joué sur une auto harpe. L’autre était utilisé quand le faisceau du transmetteur devait être inversé rapidement. Ce signal fut arrêté quand un contrôle par ordinateur fut ajouté à l’équipement de transmission.

### Diffusion
RCI a commencé par diffuser en ondes courtes, depuis son territoire, mais également à partir du Royaume-Uni, grâce à un accord d'échanges d'heures-fréquences. La BBC utilisant les émetteurs canadiens pour sa diffusion vers les Amériques.
Grâce aux évolutions techniques, RCI s’est mis à utiliser le satellite pour atteindre l’Europe dans les années 1990. RCI est aussi partenaire du World Radio Network (Réseau de radio mondial) et est disponible sur la radio satellite Sirius. Il est également possible d’écouter RCI en ligne.
RCI produit elle-même la plupart de ses programmes, notamment pour les programmes autres que ceux en français et en anglais. 
Les coupes budgétaires réalisées par le gouvernement canadien ont provoqué une réduction des programmes.
En 2012, le budget subit une réduction de 80 %, entraînant la suppression de la diffusion sur ondes courtes et via satellite, et la suppression des services en russe et en portugais. Radio-Canada International ne diffuse plus que sur le web.

### Studios
Le principal studio de RCI se trouve à Montréal, au Québec, depuis le début des opérations du réseau.

### Budgets
Les données sont exprimés en dollars canadiens.
- 2003 : 14,2 millions (équivalant à 9,39 millions d'euros)
- 2004 : 14,4 millions

En 2003 et 2004, le coût de RCI par habitant était de 0,38 $CAN.

### Heures de programmation hebdomadaire
Note : il y a 168 heures dans une semaine.
Production hebdomadaire de RCI :
- Années 1950 : 85 heures;
- Années 1960 : 80 heures;
- Années 1970 : 98 heures;
- Années 1980 : 134 heures;
- 1990 : 195 heures;
- 1996 : 175 heures.

## Réseau de transmission

### Distribution par satellite
Les auditeurs de RCI en Afrique du Nord, en Europe et au Moyen-Orient peuvent écouter RCI-1, -2 et -3 par Hot Bird 6 d’Eutelsat comme suit :
- Hot Bird 6 - 13 degrés Est
- Fréquence : 12.597 GHz
- Polarisation verticale
- SR : 27500 Msym/s FEC : 3/4
- ID du réseau : RCI1 - RCI2 - RCI3

Les auditeurs de Radio Canada International peuvent écouter RCI-3 sur le satellite Atlantic Bird 3 en Afrique :
- Atlantic Bird 3 — 5.0 degrés Ouest
- Fréquence : 3.727 MHz
- Polarization : Circulaire droite
- SR : 2995 Msym/s FEC : 7/8
- PID : 1319

### Relais de Sackville

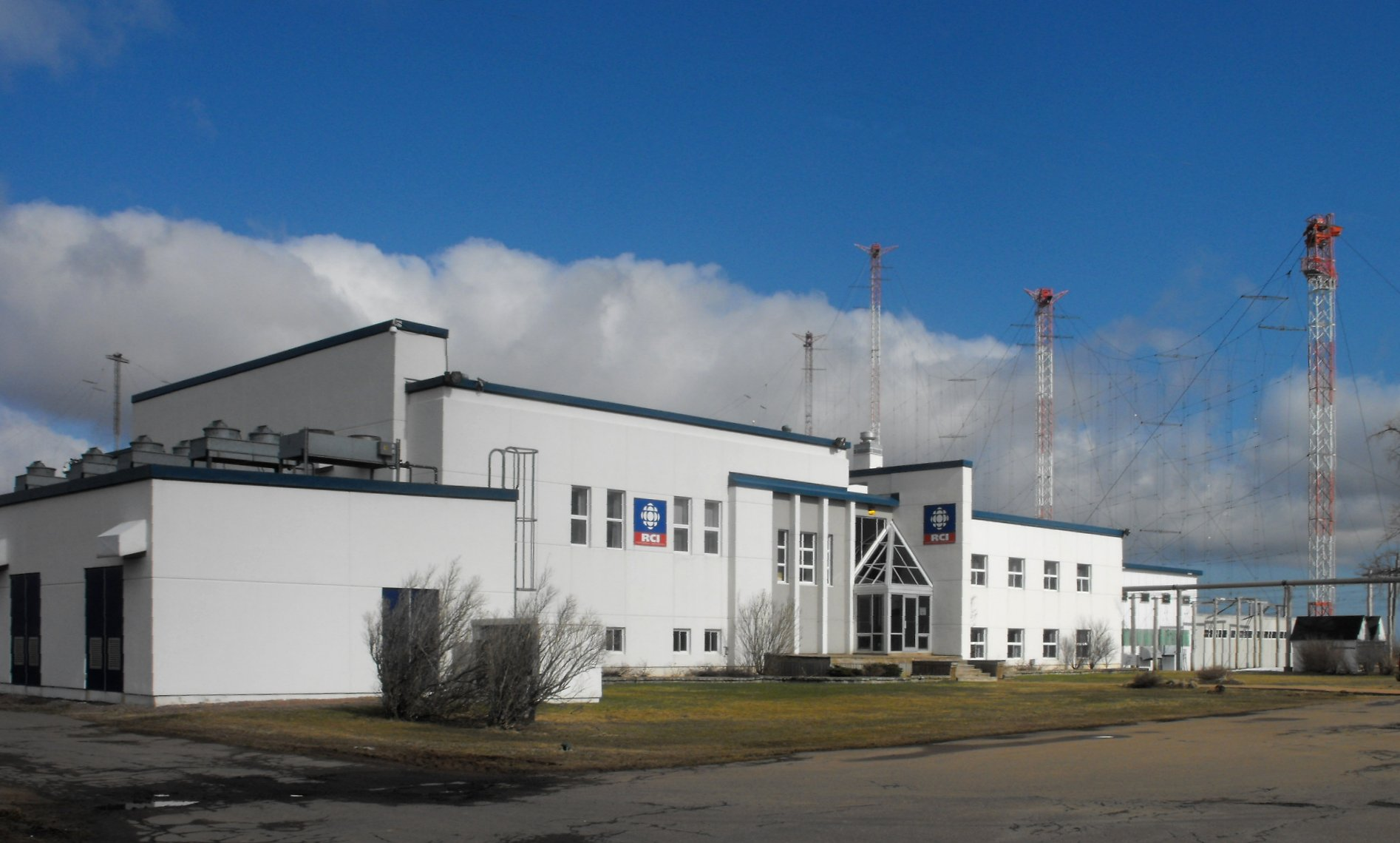
Le relais de Sackville

RCI est le propriétaire et l’opérateur du site de transmission de Sackville. Le seul site d’émission de RCI se situe dans les marais de Tintamarre, à plusieurs kilomètres à l’est de la ville de Sackville, au Nouveau-Brunswick. RCI loue ou échange sa capacité de transmission avec d’autres diffuseurs internationaux, comme NHK World, Radio Chine Internationale, Radio Vatican, Voice of Viêt Nam et KBS World Radio. Sackville est le seul site canadien de transmission en ondes courtes ayant une grande puissance.
Le réseau de Radio-Canada utilise des relais de 3 × 1 kW. Ces émetteurs ne sont pas très puissants au regard de la définition moderne. La capacité d’émission de Sackville est comparable pour l’hémisphère nord à ce qu'a été celle de Wertachtal en Bavière.
Avec les réductions budgétaires et la fin des émissions en ondes courtes de Radio Canada International fin juin 2012, le site de Sackville continue de relayer certains radiodiffuseurs (NHK World, Radio Vatican, Voice of Vietnam, et KBS World Radio. L'arrêt définitif des transmissions a lieu le 1er novembre 2012.
Le site de Sackville est construit en 1938 pour une diffusion locale de CBC. En 1943, deux émetteurs RCA en ondes courtes sont installés. En 1970, toutes les opérations de CBC déménagent à Moncton. Cela est alors rendu nécessaire pour permettre l’installation des nouveaux émetteurs de Collins. Dans le milieu des années 1980, les émetteurs RCA sont remplacés par trois émetteurs Harris, plus modernes.

#### Technologie
L’équipement de Sackville pour Radio Canada International est un mélange de plusieurs technologies. Toutes les installations sont pilotées par un ordinateur situé dans la salle de contrôle principale. Les fréquences, les antennes et les données sont gérées en fonction d’accords internationaux sur les horaires négociés deux fois par an avec d’autres pays. 
Niveau de puissance de l’émetteur de Sackville :
- (3 ou 4) × 100 kW
- (3 ou 4) × 250 kW
- 3 × 300 kW
- Le site est capable d’utiliser des émetteurs de 500 kW, mais la fin de la Guerre froide et l’amélioration de la coordination des fréquences en ondes courtes ont rendu inutile l’utilisation de fortes puissances.

Les nouveaux émetteurs Asea Brown Boveri (ABB) utilisent une modulation de type « pulse-step ». Tous les émetteurs de Sackville ont une puissance d’émission de 250 kW, bien que certains nouveaux émetteurs Thales atteignent 300 kW. Les émetteurs Thales peuvent utiliser l’APDM, qui succède au PSM.
Tous les émetteurs modernes en ondes courtes de Sackville incorporent le DCC. Ce procédé permet à la puissance de diffusion d’être diminuée notamment lorsqu’il n’a y a pas de diffusion audio.

#### Configuration du site
La configuration ci-dessous est celle de 2004-2005.
Emetteurs:
- 3 × 250 kW SW (1993–1995, ABB: SK 53 C3-2)
- 3 × 100 kW SW (1983, Harris: SW-100 A) (démantèlement des 3 unités Harris en juillet 2012)
- 3 × (Puissance inconnue) (Modèles inconnus)
- Un nouvel émetteur ondes courtes a été acquis et supporte le DRM.

Au moins un émetteur est utilisé pour diffuser en DRM.
Antennes (Type, Angle) (configuration non entièrement vérifiée)
- HR 4/4/1.0 (60 degrés)
- HR 4/2/1.0 (105 degrés)
- HR 4/4/1.0 (163 degrés)
- HR 4/4/1.0 (176 degrés)
- HR 4/4/1.0 (189 degrés)
- HR 2/4/1.0 (227 degrés)
- HR 2/4/1.0 (240 degrés)
- HR 4/4/1.0 (240 degrés)
- HR 4/4/1.0 (272 degrés)
- HR 2/1/0.5 (277 degrés)